# Flughafen Cherson

i7
i11
i13
Der Flughafen Cherson (ukrainisch Міжнародний аеропорт «Херсон»; russisch Международный аэропорт «Херсон», IATA-Code: KHE, ICAO-Code: UKOH) ist ein internationaler Flughafen, der sich in der Nähe des Dorfes Tschornobajiwka befindet. Die Hafenstadt Cherson im Süden des Landes liegt etwa acht Kilometer südöstlich.
Er wurde zeitweise von Bees Airline, Ryanair, SkyUp Airlines, Windrose Airlines und Pegasus Airlines sowie bis Februar 2022 von der Turkish Airlines (Flughafen Istanbul) und Ukraine International Airlines (Kiew-Boryspil) angeflogen. Dann wurde der zivile Luftverkehr wegen des russischen Überfalls auf die Ukraine 2022 eingestellt. Der ukrainische Staat investierte 30 Millionen Euro, wovon unter anderem eine Start- und Landebahn erneuert, neue Befeuerung und ein neues Instrumentenlandesystem installiert wurde. Zur geplanten Übergabe am 27. März 2022 kam es nicht mehr.

## Geschichte

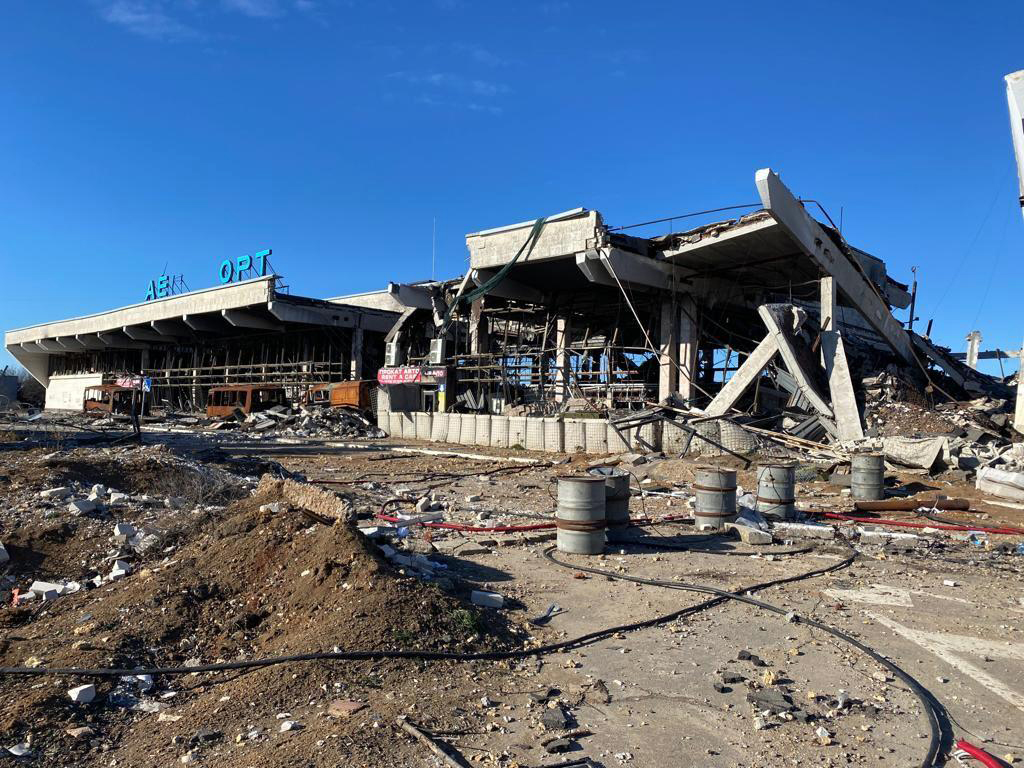
Flughafenruinen

Kampfhandlungen am Flughafen Cherson im Jahr 2022
Der militärische Flughafen war eine Basis der Heeresflieger der ukrainischen Streitkräfte. In den ersten Tagen des russischen Überfall auf die Ukraine wurde der Flughafen vom russischen Militär eingenommen. Bei einer Gegenoffensive zerstörten die ukrainischen Streitkräfte am 16. März insgesamt sechs russische Hubschrauber. In der Nacht auf den 19. März starteten ukrainische Streitkräfte eigenen Angaben zufolge das sechste Mal einen Angriff auf dort stationierte russische Einheiten. Insgesamt haben sie durch ihre Angriffe eigenen Angaben zufolge dutzende russische Kampfhubschrauber und einen Gefechtsstand zerstört. Nach Darstellung des ukrainischen Militärgeheimdienstes haben ukrainische Truppen (Stand: 17. April 2022) fünfzehnmal erfolgreich Angriffe auf dort stationierte russische Truppen und ihr Gerät durchführen können.
Nach der Rückeroberung durch die Ukraine und mehr als 60 Angriffen auf den Flughafen wurde im November 2022 das Ausmaß der Schäden sichtbar. Unter anderem wurde das Empfangsgebäude weitgehend zerstört.